# 塩路悦朗
塩路悦朗（しおじ えつろう、1965年3月8日 - ）は、日本の経済学者。専門はマクロ経済学。一橋大学経済学部教授・一橋大学役員補佐。日本経済学会・石川賞受賞。

## 経歴
麻布中学・高校時代は石井昌平（元海上保安庁長官）とともに地歴部に所属。1987年東京大学経済学部卒業、1995年イェール大学経済学博士課程修了、Ph.D.。ポンペウ・ファブラ大学助教授、横浜国立大学助教授、一橋大学助教授を経て、2007年より一橋大学教授。

## 著書
- 『やさしいマクロ経済学』日本経済新聞社 2019年
- 『ベーシック経済学──次につながる基礎固め』（共著）有斐閣 2012年

新版『ベーシック経済学──次につながる基礎固め』（共著）有斐閣 2018年
- 『景気指標の新しい動向』（経済分析第166号）（共著）内閣府経済社会総合研究所 1-286頁 2003年
- 『経済動向指標の再検討』（経済分析 政策研究の視点シリーズ19）（共著）内閣府経済社会総合研究所 1-208頁 2001年

## 主要論文
- Fiscal policy in a New Keynesian Overlapping Generations Model of a Small Open Economy（共著）経済研究（一橋大学経済研究所） 62巻1号30-43頁
- Pass-Through of Oil Prices to Japanese Domestic Prices（共著）

Takatoshi Ito and Andrew Rose eds., Commodity Prices and Markets, University of Chicago Press 155-189頁 2011年
- 類別名目実効為替レート指標の構築とパススルーの再検証（共著）経済研究（一橋大学経済研究所） 61巻1号47-67頁 2010年 大学紀要
- マクロ経済学は「失われた10年」から何を学んだか（共著） 市村・伊藤・小川・二神編『現代経済学の潮流2007』東洋経済新報社 2007年
- 東アジア内の戦略的相互依存とバスケット通貨制度：人民元改革と東アジア通貨の将来 伊藤隆敏・小川英治『東アジア通貨バスケットの経済分析』東洋経済新報社 2007年
- 投資ショックと日本の景気変動（共著）林文夫編『経済停滞の原因と制度（経済制度の実証分析と設計）』第5章 勁草書房 2007年 単行本